# Ађенција де Лацара (Венеција)
Ађенција де Лацара (итал. Agenzia de Lazara) је насеље у Италији у округу Венеција, региону Венето.
Према процени из 2011. у насељу је живело 19 становника. Насеље се налази на надморској висини од 3 м.